# باندرا لاماهالي
باندرا لاماهالي هي بلدة صغيرة تقع في جزيرة أنجوان في جزر القمر. بلغ عدد سكانها 1,531 نسمة حسب إحصاء عام 1991. و2,695 في تقدير عام 2009.